# 지엔닌
지엔닌(베트남어: Diên Ninh / 延寧 연녕 / 1454년 ~ 1459년 10월)은 후 레 왕조(後黎朝) 인종(仁宗) 레방꺼(黎邦基)의 두번째 연호이다.

## 개원
- 다이호아(大和) 11년 11월 21일[1](율리우스력 1453년 12월 20일)에 연호를 지엔닌(延寧)으로 정하고, 다음 해 1월 1일[2](율리우스력 1454년 1월 29일)에 개원함.[3][4]

- 지엔닌(延寧) 6년 10월 7일[5](율리우스력 1459년 11월 1일)에 연호를 티엔흥(天興)으로 개원함.[3][4]

## 연대 대조표
| 지엔닌 | 서기(西紀) | 간지(干支) | 명나라 연호              |
| 원년   | 1454년     | 갑술(甲戌) | 경태(景泰) 5년           |
| 2년    | 1455년     | 을해(乙亥) | 경태 6년                 |
| 3년    | 1456년     | 병자(丙子) | 경태 7년                 |
| 4년    | 1457년     | 정축(丁丑) | 경태 8년 천순(天順) 원년 |
| 5년    | 1458년     | 무인(戊寅) | 천순 2년                 |
| 6년    | 1459년     | 기묘(己卯) | 천순 3년                 |

## 동시대 연호

### 중국
명(明)
- 경태(景泰) (1450년 ~ 1457년)
- 천순(天順) (1457년 ~ 1464년)

중국(기타)
- 이진(李珍) 천순(天順) (1456년)
- 왕빈(王斌) 천수(天綉) (1457년)

### 몽골
- 오이라트 에센(衛拉特 也先) 첨원(添元) (1453년 ~ 1457년?)

### 일본
- 교토쿠(享德) (1452년 ~ 1455년)
- 고쇼(康正) (1455년 ~ 1457년)
- 조로쿠(長祿) (1457년 ~ 1460년)

## 같이 보기
- 베트남의 연호